# Manu (Hinduismus)

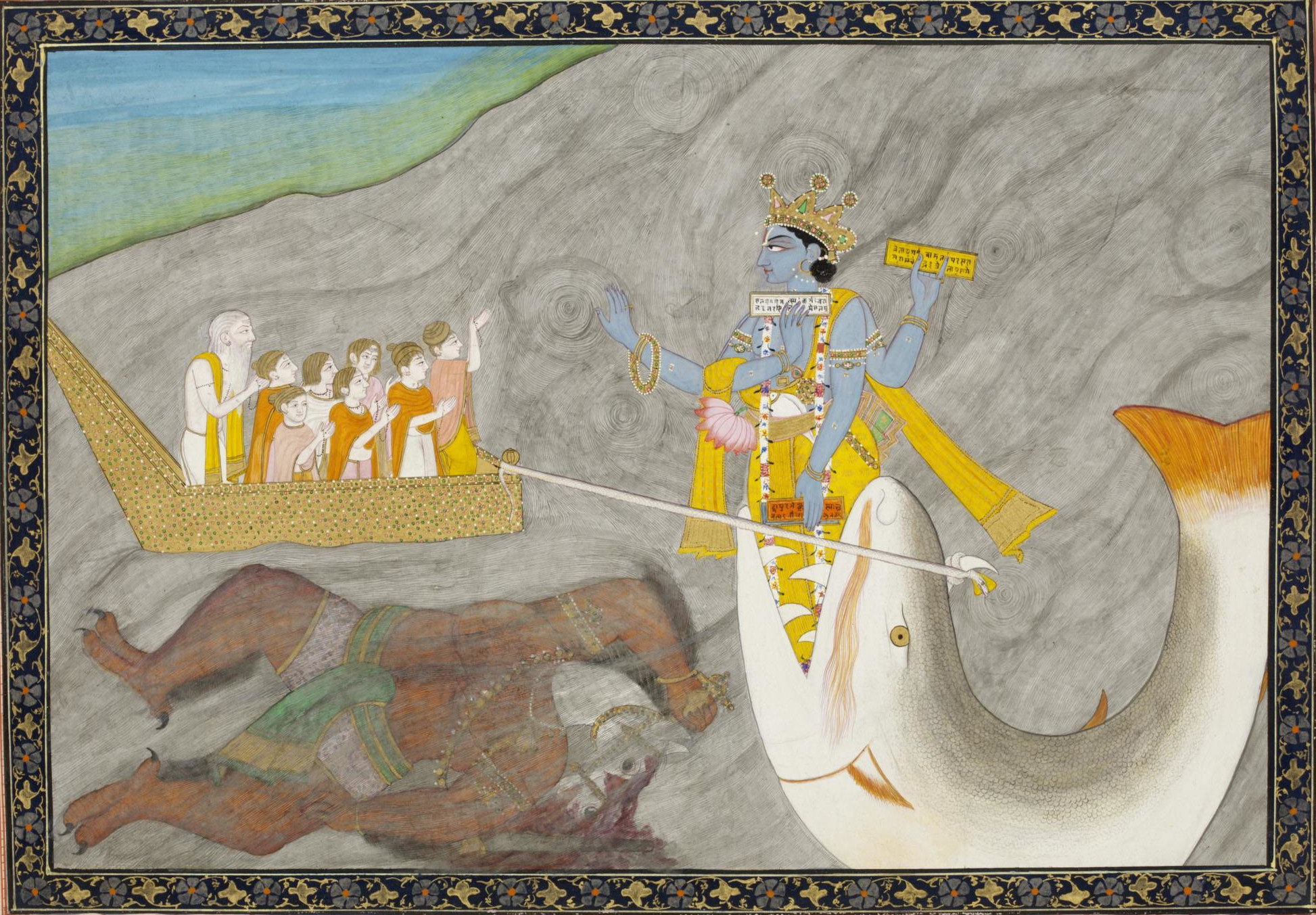
Matsya rettet Manu und die sieben Weisen. Indisches Gemälde um 1870

Manu (Sanskrit: मनु Manu m. „Mensch“, „Menschheit“) ist im Hinduismus der Stammvater der Menschen. Dabei werden vierzehn verschiedene Manu unterschieden, die jeweils am Anfang einer neuen Menschheit stehen. Manu gilt als mythischer Verfasser des indischen Textes Manusmriti („Gesetzbuch des Manu“, ca. 200 v. Chr. bis 200 n. Chr.).

## Manvantara
Im hinduistischen Zeitaltersystem gibt es eine Periode, die nach Manu als Manvantara, »Manu-Zeitraum«, bezeichnet wird. Die Länge dieser Periode wird in den Quellen verschieden angegeben und dauert demnach ein Mahayuga (4.320.000 Jahre), ein Viertel Kalpa oder 71 Yugas. Jedes Manvantara endet mit einer großen Flut. Zu Beginn eines jeden Manvantara lebt ein anderer Manu, wobei jeder einen Beinamen trägt. Manu Vaivasvata ist der Manu des heutigen Manvantara und der siebte in der Reihe. Ihm werden noch weitere sieben Manus folgen. Die Namen der 14 Manus sind:
1. Swayambhuva (स्वायम्भुव svāyambhuva)
2. Swarochisha (स्वारोचिष svārociṣa)
3. Auttami (औत्तमि auttami)
4. Tamasa (तामस tāmasa)
5. Raivata (रैवत raivata)
6. Chakshusha (चाक्षुष cākṣuṣa)
7. Vaivasvata (वैवस्वत) oder Satyavrata (सत्यव्रत)
8. Savarni (सावर्णि sāvarṇi)
9. Daksha-savarni (दक्ष-सावर्णि dakṣa-sāvarṇi)
10. Brahma-savarni (ब्रह्म-सावर्णि brahma-sāvarṇi)
11. Dharma-savarni (धर्म-सावर्णि dharma-sāvarṇi)
12. Rudra-savarni (रुद्र-सावर्णि rudra-sāvarṇi)
13. Rauchya (रौच्य raucya) oder Deva-savarni (देव-सावर्णि deva-sāvarṇi)
14. Bhautya (भौत्य bhautya) oder Indra-savarni (इन्द्र-सावर्णि indra-sāvarṇi)

Von diesen vierzehn Manus spielt nur noch der erste Manu Svayambhuva eine bedeutende Rolle in der hinduistischen Mythologie.
Die vier Manus Daksha-savarni, Brahma-savarni, Dharma-savarni und Rudra-savarni werden als die Merusavarnas bezeichnet.

## Manu Vaivasvata
Manu Vaivasvata ist der Sohn des Sonnengottes Vivasvat und Bruder des Totengottes Yama. Er hat mehrere Söhne und eine Tochter, die Ida heißt. Diese ehelichte Budha, den Sohn des Mondgottes Chandra, und wurde durch ihn Stammmutter der mythischen Monddynastie (Chandravamsha). Ihr Bruder Ikshvaku dagegen ist der Stammvater der mythischen Sonnendynastie (Suryavamsha).

### Sintflut

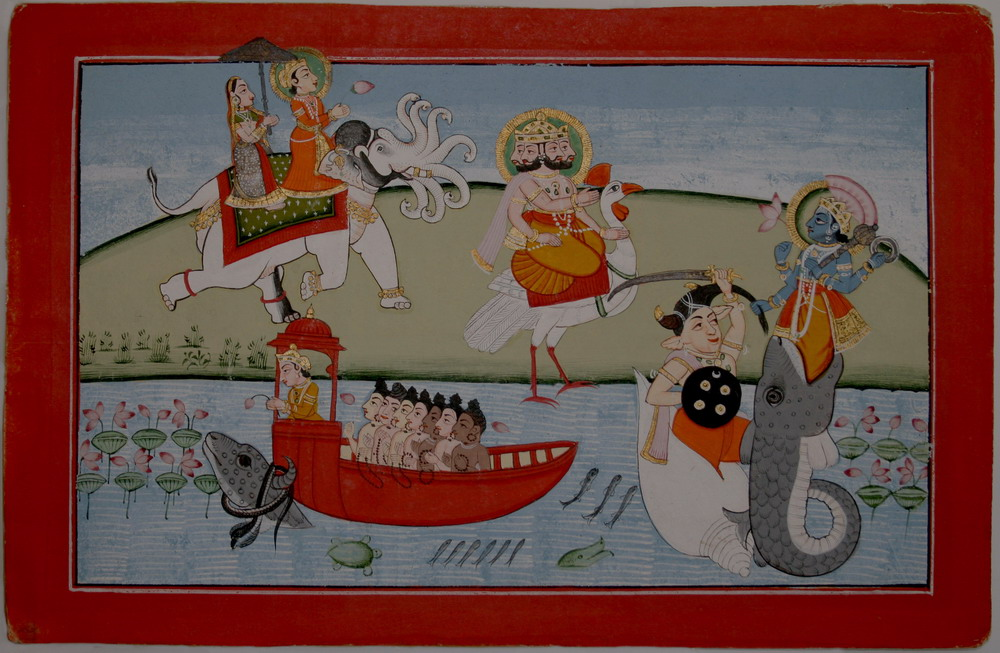
Szene aus einem Matsya Purana: Manu mit sieben Rishis in einem Boot, das von Vasuki an Vishnu gebunden ist; Indra und Brahma erweisen Vishnu als Matsya-Avatar ihre Ehrerbietung, Mewar, Indien, um 1840

Manu Vaivasvata – der gegenwärtige, siebente Manu – gilt als erster Herrscher der Menschen, während sein Bruder Yama als Herrscher über die Toten gilt. Manu zog den Fisch Matsya auf, einen Avatar des Gottes Vishnu. Als Matsya riesig geworden war, warnte er Manu vor einer bevorstehenden Sintflut und riet ihm, ein Schiff zu bauen. Während der Flut ertranken alle Lebewesen, Matsya aber zog das Schiff mit Manu und den sieben Weisen zum Himalaya. Von dieser Flutsage gibt es unterschiedliche Versionen, eine davon findet sich im indischen Nationalepos Mahabharata.

## Indoeuropäische Wurzeln
In der rekonstruierten indoeuropäischen Mythologie ist *Monus der erste Mensch. Der im iranischen Avesta überlieferte Mannesname Manus-čiθra weist darauf hin, dass dieser mythische Urmensch indoiranischen Ursprungs ist. Für die Germanen ist der Urmensch Mannus als Sohn eines Gottes bezeugt.